# Verica
Verica (1ste eeuw na Chr.) was een Gallische koning en een beschermeling van Rome in de jaren voor de Romeinse invasie van Brittannië in 43 na Chr.
Uit munten blijkt dat hij koning was van de Atrebati en zoon van Commius. Hij volgde zijn oudere broer Eppillus op als koning in 15 na Chr. Zijn hoofdstad was Calleva Atrebatum, het hedendaagse Silchester. Hij werd door Rome bekrachtigd als koning en er is sprake van handel en diplomatische onderhandelingen met het rijk.
Het koninkrijk van Verica werd bedreigd door de Catuvellauni, onder leiding van Epaticcus, de broer van Cunobelinus, die Calleva rond 25 na Chr. veroverde. Na de dood van Epaticcus rond 35 na Chr. nam Verica gebied terug in, maar toen de zoon van Cunobelinus, Caratacus, het heft in handen nam, werd het volledige koninkrijk veroverd in 40 na Chr.
Geschriften van Dio Cassius leren ons dat "Bericus" (bijna zeker Verica) werd verbannen uit Brittannië in die periode naar aanleiding van een opstand. Suetonius schrijft dat de Britten aan Rome vroeg om 'zekere deserteurs' uit te leveren. Als koning was Verica nominaal een bondgenoot van Rome. Zijn val was het excuus van Claudius om aan zijn invasie te beginnen.
Na de invasie is het mogelijk dat Verica opnieuw geïnstalleerd werd als koning, maar dit is nog niet bevestigd door een historisch of archeologisch feit. In enkel geval werd er vrij snel een nieuwe heerser voor het gebied aangeduid: Cogidubnus. Het is mogelijk dat Cogidubnus de opvolger van Verica was, die op dat ogenblik inderdaad zeer oud moet zijn geweest.